# Miss Jenny
Miss Jenny, död efter år 1781, var benämningen på en oidentifierad kvinna som tjänstgjorde som spion åt britterna under det amerikanska frihetskriget. Hon var en brittisk lojalist som kunde tala franska och som infiltrerade amerikanarnas allierade, fransmännen, och rapporterade de franska och amerikanska truppförflyttningarna till britterna i New York. Hennes verksamhet bedöms ha haft ett viktigt inflytande på de brittiska truppförflyttningarna under sommaren 1781.
Miss Jenny, vars verkliga identitet aldrig blev känd, vidarebefordrade de franska och amerikanska planerna på att anfalla New York till britterna i staden. Hon var på väg till staden för att bekräfta dessa uppgifter personligen då hon greps av en fransk vakt. Efter att ha utsatts för ett våldtäktsförsök överlämnades hon till fransmännens läger, där hon blev förhörd. Hon påstod där att hon var på väg för att söka efter sin fransk-kanadensiske far. Fransmännen överlämnade henne till amerikanarna och general George Washington, som också de misslyckades med att få henne att ändra historia. Hon överlämnades sedan ännu en gång till fransmännen, som en andra gång misslyckades med sina förhör. Fransmännen beslöt till slut att släppa henne. Innan de släppte henne fri utsatte de henne för det på den tiden skymfliga straffet att klippa av henne håret.
Miss Jenny fortsatte sedan till New York där hon meddelade sina observationer till britterna. På grundval av hennes information beslöt britternas befälhavare att behålla sina trupper i New York. Fransmännen och amerikanarna ändrade dock sina planer och attackerade i stället Yorktown.
Det har även skrivits låtar baserade på Miss Jenny.